# Durușa, Maramureș
Durușa este un sat în comuna Valea Chioarului din județul Maramureș, Transilvania, România.

## Istoric
Prima atestare documentară: 1733 (Durussa). 

## Etimologie
Etimologia numelui localității: din n.fam. Duruș (< n. pers. Dur, hipocorastic de la Todur (=Tudor), cf. n.p. srb. Dura, Duro + suf. -uș) + suf. top. -a.  

## Denumiri
Din documentele aflate în arhivele statului din Baia Mare și Cluj, și mai precis din "Dicționarul istoric al localităților din Transilvania" întocmit de Coriolan Suciu, satul Durușa, începând din anul atestării 1694 și până în prezent, a avut mai multe denumiri, după cum urmează: 1694 - Durssa, 1733 - Durussa, 1750 - Durusa, 1760-1762 - Duruse, 1781 - Drusiana, Durefschdorff, Duruș, 1760-1762 - Duruse, 1800 - Durusa, 1850 - Dșarasze, 1854 - Durusza, Duruța, Durușa.

## Demografie
La recensământul din 2011, populația era de 67 locuitori. 

## Prezentare
Durușa  este un sat component al comunei Valea Chioarului incepând cu anul 1950, satul este situat în partea de Sud Sud-Vest a județului Maramureș, la o distanță de 4 km vest față de șoseaua Cluj - Baia Mare. Din punct de vedere geografic, satul este așezat  în unitatea de relief cunoascută sub denumirea "Platoul calcaros Purcăreț" - Boiu Mare, în care domină o serie de vǎi și dealuri a cǎror altitudine medie, este de 380–400 m. Formele de relief specifice acestei unități sunt dealurile cu altitudine medie peste 400 metri; punctul cel mai înalt al zonei satului este Dealul Mâcârlău. Formele de relief au determinat ca satul sa aibă un singur drum principal. Suprafața totală a satului însumează 4,6 km², din care vatra satului ocupă efectiv 2 km²., iar hotarele satului sunt în suprafață de 814 ha.

## Flora și fauna
Flora și fauna  din zona satului sunt bogate și diverse; la tot pasul se întâlnesc începand cu luna aprilie a fiecărui an o multitudine de specii din flora autohtonă, îndeosebi floarea paștelui, anglici, ghiocei, albăstrele, viorele, toporași, iar zona împădurită este bogată în vânat: căprioare, cerbi, mistreți, fazani, vulpi, iepuri. Pădurile din zona satului sunt din fag, stejar și mesteceni. Subsolul zonei satului este bogat în bentonită, piatră calcaroasă, mică și argilă. Din punct de vedere climatic, satul Durușa se încadrează  în zona temperal continentală. În sat predomină următorii pomi fructiferi: mărul, părul, nucul, prunul.